# Wojnowice (Wrocław)
Pour les articles homonymes, voir Wojnowice.
Wojnowice est une localité polonaise de la gmina de Czernica, située dans le powiat de Wrocław en voïvodie de Basse-Silésie.

## Histoire
De 1742 à 1945, Zindel fait partie de l'arrondissement de Breslau dans le district de Breslau au sein de la province de Silésie.